# پاکوچولو (فیلم)
پاگنده (انگلیسی: BIGfoot) یک فیلم پویانمایی در سبک کمدی موزیکال است که در ۱۸ سپتامبر ۲۰۰۸ از سوی برادران افسانه ای منتشر شد.

## داستان فیلم
داستان انیمیشن بر روی یک یتی (مرد برفی) دانشمند به نام میگو تمرکز دارد که متقاعد شده‌است موجودات نادری که با نام «پا کوچولوها (انسان‌ها)» شناخته می‌شوند، واقعاً وجود دارند. بعد از این‌که میگو به صورت اتّفاقی با یک پا کوچولو برخورد می‌کند، او این موضوع را در میان هم‌نوعان خود مطرح می‌کند امّا هیچ‌کدام حرف‌های او را باور نمی‌کنند. طولی نمی‌کشد که میگو تصمیم می‌گیرد تا به تنهایی به جستجوی پا کوچولوها بپردازد.او پا کوچولویی را پیدا می کند که سازنده مستند حیوانات است و پاکوچولو با او همراه می شود و به دهکده یتی ها می رود و همگی از او استقبال می کنند.این موضوع باعث می‌شود تا زندگی آرام و به‌دور از دغدغهٔ یتی‌ها به سمت دنیایی پر سروصدا و شلوغ کشیده شود. او ویدئویی از آن ها در فضای مجازی منتشر می کند که بسیار سروصدا می کند. یتی ها در بازگرداندن او به سرزمین انسان ها با حمله آنها مواجه می شوند و فرار می کنند.اما در پایان انسان ها رابطه ای دوستانه با آنها برقرار می کنند.